# Нью-Лейпциг (Північна Дакота)
Нью-Лейпциг (англ. New Leipzig) — місто (англ. city) в США, в окрузі Грант штату Північна Дакота. Населення — 218 осіб (2020).

## Географія
Нью-Лейпциг розташований за координатами 46°22′33″ пн. ш. 101°57′6″ зх. д. / 46.37583° пн. ш. 101.95167° зх. д. (46.375813, -101.951668).  За даними Бюро перепису населення США в 2010 році місто мало площу 2,30 км², уся площа — суходіл.

### Клімат
Місто знаходиться у зоні, котра характеризується вологим континентальним кліматом з теплим літом. Найтепліший місяць — липень із середньою температурою 21.5 °C (70.7 °F). Найхолодніший місяць — січень, із середньою температурою -10.2 °С (13.7 °F).
| Клімат Нью-Лейпцига     | Клімат Нью-Лейпцига | Клімат Нью-Лейпцига | Клімат Нью-Лейпцига | Клімат Нью-Лейпцига | Клімат Нью-Лейпцига | Клімат Нью-Лейпцига | Клімат Нью-Лейпцига | Клімат Нью-Лейпцига | Клімат Нью-Лейпцига | Клімат Нью-Лейпцига | Клімат Нью-Лейпцига | Клімат Нью-Лейпцига | Клімат Нью-Лейпцига |
| Показник                | Січ.                | Лют.                | Бер.                | Квіт.               | Трав.               | Черв.               | Лип.                | Серп.               | Вер.                | Жовт.               | Лист.               | Груд.               | Рік                 |
| Абсолютний максимум, °C | 19,4                | 21,7                | 27,2                | 33,9                | 36,1                | 43,9                | 43,9                | 40                  | 41,1                | 34,4                | 26,7                | 20                  | 43,9                |
| Середній максимум, °C   | −4,4                | −1,2                | 5,2                 | 13,3                | 20,2                | 25                  | 29,6                | 29,1                | 22,8                | 14,8                | 4,6                 | −2,1                | 13,1                |
| Середня температура, °C | −10,2               | −7,1                | −1                  | 6,1                 | 12,7                | 17,8                | 21,5                | 20,7                | 14,7                | 7,5                 | −1,3                | −7,8                | 6,2                 |
| Середній мінімум, °C    | −15,9               | −12,8               | −7,2                | −1,1                | 5,2                 | 10,6                | 13,4                | 12,4                | 6,6                 | 0,2                 | −7,3                | −13,5               | −0,8                |
| Абсолютний мінімум, °C  | −41,1               | −39,4               | −35,6               | −21,1               | −12,2               | −2,2                | 1,1                 | −1,1                | −11,1               | −22,2               | −30,6               | −37,8               | −41,1               |
| Норма опадів, мм        | 8                   | 10                  | 21                  | 40                  | 68                  | 83                  | 56                  | 50                  | 36                  | 27                  | 13                  | 8                   | 419                 |
| Днів з опадами          | 5                   | 5                   | 6                   | 7                   | 9                   | 11                  | 8                   | 7                   | 6                   | 5                   | 4                   | 5                   | 78                  |
| Днів зі снігом          | 5,7                 | 5,6                 | 5,7                 | 2,8                 | 0,5                 | 0                   | 0                   | 0                   | 0,1                 | 1,5                 | 4,7                 | 6,1                 | 32,7                |
| ----------------------- | ------------------- | ------------------- | ------------------- | ------------------- | ------------------- | ------------------- | ------------------- | ------------------- | ------------------- | ------------------- | ------------------- | ------------------- | ------------------- |
| Джерело: Weatherbase    |                     |                     |                     |                     |                     |                     |                     |                     |                     |                     |                     |                     |                     |

## Демографія
Згідно з переписом 2010 року, у місті мешкала 221 особа в 115 домогосподарствах у складі 71 родини. Густота населення становила 96 осіб/км².  Було 155 помешкань (67/км²).
Расовий склад населення:
| - 97,3 % — білих - 0,9 % — корінних американців |

До двох чи більше рас належало 1,8 %. Частка іспаномовних становила 0,0 % від усіх жителів.
За віковим діапазоном населення розподілялося таким чином: 11,8 % — особи молодші 18 років, 52,5 % — особи у віці 18—64 років, 35,7 % — особи у віці 65 років та старші. Медіана віку мешканця становила 57,8 року. На 100 осіб жіночої статі у місті припадало 110,5 чоловіків;  на 100 жінок у віці від 18 років та старших — 105,3 чоловіків також старших 18 років.
Середній дохід на одне домашнє господарство  становив 52 016 доларів США (медіана — 44 375), а середній дохід на одну сім'ю — 62 892 долари (медіана — 56 875). Медіана доходів становила 46 875 доларів для чоловіків та 35 000 доларів для жінок. За межею бідності перебувало 10,5 % осіб, у тому числі 13,6 % дітей у віці до 18 років та 12,0 % осіб у віці 65 років та старших.
Цивільне працевлаштоване населення становило 114 осіб. Основні галузі зайнятості: освіта, охорона здоров'я та соціальна допомога — 30,7 %, транспорт — 11,4 %, роздрібна торгівля — 8,8 %, будівництво — 7,9 %.